# Stephan Vanfleteren
Stephan Vanfleteren (Kortrijk, 1969) is een Belgisch fotograaf.

## Biografie
Vanfleteren studeerde fotografie aan de Hogeschool Sint-Lukas Brussel. Aanvankelijk werkte hij voornamelijk voor de Vlaamse krant De Morgen, maar zijn werk verschijnt ook in magazines als Paris Match, Le Monde 2, Independent Magazine, Die Zeit, Knack, Humo en Volkskrant Magazine.

## Werk
De stijl van Vanfleteren kenmerkt zich door soberheid en karakterfotografie. Hij fotografeert in zwart-wit en laat zo veel mogelijk weg.
Van 28 september 2007 tot 10 februari 2008 liep in het Fotomuseum Antwerpen de expositie Belgicum, over het gelijknamige boek dat door Vanfleteren geschreven is. Dat boek schetst een beeld van België in een sociale context.
In 2009 gaf de overzichtstentoonstelling Portret 1989 - 2009 een beeld van zijn indringende zwart-witportretten. De expositie vond plaats in het Nieuw Circus, een oud circusgebouw in Gent, en trok in enkele maanden tijd bijna 60.000 bezoekers.

## Prijzen
Stephan Vanfleteren won prijzen bij World Press Photo en European Fuji Awards en publiceerde met de Zwitserse fotograaf Robert Huber het boek ‘Elvis & Presley’ over een hilarische reis door de VS, verkleed als de overleden legende.
In 2009 won Vanfleteren de Louis Paul Boonprijs, een Belgische kunstprijs die wordt uitgereikt aan een kunstenaar die uitblinkt in maatschappelijke betrokkenheid en die zijn binding met de mens centraal stelt.
Vanfleteren leverde eveneens de omslagfoto van Etienne Nkasi voor David Van Reybroucks boek Congo: een geschiedenis. Dit boek won in 2011 de Prijs voor de Mooiste Boekomslag.
Op 6 mei 2011 ontving Vanfleteren de Henri Nannen Preis, de belangrijkste onderscheiding voor fotografie in Duitsland voor de fotoreeks Es gibt was Neues hier seit gestern in DU-Zeitschrift für Kultur.
In 2012 won Vanfleteren de Nationale Portretprijs met een foto van Rem Koolhaas.
In 2021 kreeg Vanfleteren een eredoctoraat aan de Vrije Universiteit Brussel.

## Werk in openbare collecties (selectie)
- Rijksmuseum Amsterdam[6]

## Privéleven
Vanfleteren is getrouwd met Natacha Hofman. Zij is artdirector bij Kannibaal en Hannibal, de uitgeverijen die hij mee oprichtte.

## Tentoonstellingen (selectie)
- 2000 Buren, Rijksmuseum Amsterdam
- 2007-2008 Belgicum, Fotomuseum Amsterdam
- 2009 Portret 1989 - 2009, Gent
- 2011 Flandrien, Osaka (Japan)
- 2011-2012 Belgicum, Hamburg (Duitsland)
- 2012 Imagesingulière, Sète (Frankrijk)
- 2012-2013 En avant, marche, Huis van Alijn Gent
- 2013 Aller retour, Budafabriek Kortrijk
- 2014 Modern Times, Rijksmuseum Amsterdam
- 2015 "Faces Now", BOZAR Brussels
- 2016 "Stil Leven. Stephan Vanfleteren & Armando", Museum Oud Amelisweerd (MOA), Bunnik
- 2018 "Surf Tribe", Cultuurcentrum Knokke-Heist
- 2019 “Present“, FoMu Antwerpen

### Bestseller 60
| Boeken met noteringen in de Nederlandse Bestseller 60 | Jaar van verschijnen | Datum van binnenkomst | Hoogste positie | Aantal weken | Opmerkingen |
| ----------------------------------------------------- | -------------------- | --------------------- | --------------- | ------------ | ----------- |
| Dagboek van een fotograaf                             | 2020                 | 15-07-2020            | 45              | 3            |             |